# María Nelly Fernández Arias
María Nelly Fernández Arias (Pravia, Asturias, 25 de mayo de 1932) es una política española.

## Trayectoria
Nacida en el seno de una familia militante republicana, al inicio de la guerra civil española, cuando tenía cuatro años, su familia se mudó primero a Avilés (Asturias) y posteriormente a Burdeos. La familia volvió a Cataluña durante la guerra, pero en 1939 María Nelly junto con su madre, tres hermanas y una tía, únicos miembros supervivientes de su familia, se exiliaron a Francia.
Pasado un tiempo, la familia volvió a España y se estableció en Avilés, donde Fernández pasó su adolescencia y juventud. Estudió el Bachillerato superior y después inició estudios de Magisterio. Además, creó una academia de enseñanza que mantuvo hasta el nacimiento de su primera hija.
Fernández comienza su activismo político en círculos católicos en las organizaciones: JOC (Juventud Obrera Católica) y HOAC (Hermandad Obrera de Acción Católica). En 1973, Fernández se unió a la organización clandestina Agrupación Socialista de Avilés, donde conoce a otros activistas como Pacita (María Paz González) y José Lafuente. A partir de ese momento empieza a asumir cargos dentro del grupo socialista.
Miembro de la federación asturiana del PSOE, fue concejala del ayuntamiento de Avilés entre 1979 y 1986; y diputada en la Junta General del Principado de Asturias en las elecciones autonómicas de Asturias de 1983.
Posteriormente fue senadora por Asturias y el Grupo parlamentario socialista en las elecciones generales españolas de 1986, 1989 y 1993. Durante la segunda legislatura como senadora también fue la presidenta de la Comisión Mixta de los Derechos de la Mujer. Entre 1996 y 2003 fue presidenta de la Asociación de Mujeres Progresistas de Avilés.
En 2023, publicó el libro "María Nelly Fernández Arias. Memorias de Compromiso Político", donde resume su vida y compromiso político.